# Rozróżnienie angielskich /r/ i /l/ przez rodzimych użytkowników języka japońskiego
W języku japońskim istnieje jeden płynny fonem /r/ wymawiany zazwyczaj jako głoska spółgłoska apikalno-dziąsłowa [ɾ] i czasami jako aproksymant boczny dziąsłowy [l]. W języku angielskim istnieją dwa osobne fonemy: rotyczne /r/ oraz boczne (lateralne) /l/. Fonemy te mają różną realizację fonetyczną, tj. zadziąsłowy aprokysmant [ɹ] dla fonemu /r/ oraz aproksymant boczny dziąsłowy [l] dla fonemu /l/. Rodzimi użytkownicy japońskiego, którzy uczą się angielskiego jako drugiego języka mają problemy z rozróżnieniem, a co się z tym wiąże ze słyszeniem i poprawną wymową angielskich /r/ oraz /l/.

## Różnice fonetyczne
Japońska spółgłoska płynna jest najczęściej wymawiana jako uderzeniowo dziąsłowe [ɾ], jednak w niektórych kontekstach fonetycznych może być wymawiana inaczej. W amerykańskiej odmianie języka angielskiego (z którą najczęściej spotykają się Japończycy) /r/ wymawiane jest w większości przypadków jako zadziąsłowy aproksymant z jednoczesną faryngalizacją [ɹ̠ˤ] lub rzadziej jako spółgłoska półotwarta z retrofleksją [ɻ]. Wymowa /l/ polega na dotknięciu wału dziąsłowego oraz uniesienie grzbietu języka (welaryzacja), szczególnie w wygłosie.

## Percepcja
Dane przedstawione przez Best i Strange’a  oraz Yamadę i Tohkurę sugerują, że rodzimi użytkownicy języka japońskiego odbierają angielskie /r/ jako coś w postaci ściśniętego miękkopodniebiennego aproksymantu [w͍], natomiast inne badania   ukazują, że użytkownicy języka postrzegają ten dźwięk jako zniekształcone japońskie /r/. Hiromu Goto  pokazuje, że rodowici użytkownicy języka japońskiego, którzy nauczyli się języka angielskiego jako osoby dorosłe mają trudności w percepcji różnic akustycznych pomiędzy angielskim /r/ i /l/, nawet jeśli ich angielski pozwala na swobodną komunikację, żyły w kraju anglojęzycznym przez dłuższy czas i same potrafią wypowiedzieć te dwa dźwięki poprawnie mówiąc po angielsku.
Inne badania  twierdzą, że możliwość odróżnienia tych dźwięków zależy od ich pozycji w wyrazie. /l/ and /r/ w wygłosie z poprzedzającą je samogłoską były odróżniane najlepiej. Gorzej rozróżniane były /r/ i /l/ w nagłosie. Największe problemy sprawiały te pojawiające się na początku zbitek spółgłoskowych lub w pozycji interwokalicznej.

## Przykłady
Istnieje szereg przykładów par minimalnych słów, które różnią się między sobą tylko przez użycie /r/ lub /l/. W swoich badaniach Kuzniak i Zapf przywołują następujące przykłady:

- right/light
- red/led
- road/load
- arrive/alive
- correct/collect
- crime/climb
- bread/bled
- froze/flows

Oznacza to, że Japończyk uczący języka angielskiego może mieć problemy z poprawnym wymówieniem zdania „I’m going to correct your homework now” (ang. „sprawdzę teraz wasze prace domowe”) ponieważ słowo correct często mylone jest z collect, co w tym przypadku całkowicie zmienia znaczenie zdania. Pomimo faktu, że Japończycy najczęściej uczą się amerykańskiej odmiany języka angielskiego, która w ogromnej części jest rotyczna, japońska adaptacja angielskiego jest najczęściej nierotyczna tj. /r/ w niektórych kontekstach fonetycznych jest pomijane i wymawiane jako szwa /ə/ np. w wygłosie. W takim przypadku wyrazy takie jak story czy stall wymawiane są inaczej.